# Лесное (Макеевский городской совет)
Лесно́е — посёлок, входит в Макеевский городской совет Донецкой области. Находится под контролем самопровозглашённой Донецкой Народной Республики.

## География

#### Соседние населённые пункты посторонам света[4]
З: город Макеевка
СЗ: Орехово, Ханженково-Северный
С: —
СВ: Нижняя Крынка
В: —
ЮВ: Липовое, Горное
Ю: Красный Октябрь, Большое Орехово, город Харцызск
ЮЗ: —

## Население
Население по переписи 2001 года составляло 172 человека.
| Язык       | Процент населения (2001) |
| ---------- | ------------------------ |
| Русский    | 94,19 %                  |
| Украинский | 5,81 %                   |

## Общая информация
Почтовый индекс — 86185. Телефонный код — 6232. Код КОАТУУ — 1413567000.

## Местный совет
86185, Донецкая обл., Макеевский городской совет, пгт. Нижняя Крынка, ул. Центральная, 18, 3-86-50.